# Mukhabarat el-Jamahiriya
La Mukhabarat el-Jamahiriya (arabo: مخابرات الجماهيرية, Intelligence della Jamahiria) era il servizio d'intelligence nazionale della Libia sotto il regime di Muammar Gheddafi. Durante la Prima guerra civile in Libia, il direttore dell'agenzia Abuzed Omar Dorda fu catturato dalle forze rivoluzionarie, l'agenzia cessò di esistere quando il regime di Gheddafi fu deposto nell'agosto del 2011.